# Seznam ťinských císařů (265–420)
Ťinští císaři stáli v čele říše Ťin, čínského státu existujícího v letech 265–420. Zakladatelem říše a prvním císařem ťinské dynastie byl S’-ma Jen (císař Wu-ti), který roku 265 svrhl dynastii Wej. Roku 280 Wu-ti obsadil císařství Wu rozkládající se jižně od Jang-c’-ťiang. On a jeho potomci krátce vládli sjednocené Číně, záhy se však jejich moc rozložila v nepokojích osmi knížat (291–306), rolnických vzpourách a útocích „pěti barbarských kmenů“. Roku 311 armáda siungnuského státu Chan dobyla ťinské hlavní město Luo-jang a zajala císaře Chuaj-tiho. Zbytky ťinských úředníků se stáhly na západ do Čchang-anu, kde prohlásily císařova synovce S’-ma Jieho korunním princem a po Chuaj-tiho smrti císařem (císař Min-ti). Roku 316 byl dobyt i Čchang-an a Min-ti zajat. V severní Číně se ťinská moc krátce udržela ještě v Kan-su, kde se roku 319 S’-ma Pao, kníže z Nan-jangu, prohlásil králem z Ťin. Následující rok však zemřel.
Říše Ťin se udržela na jihu s hlavním městem v Ťien-kchangu (později přejmenovaném na Ťien-jie, dnešní Nanking, do roku 280 metropole Wu). Pro odlišení od první etapy existence ťinského státu (Západní Ťin) je nazývána Východní Ťin. Prvním zdejším vládcem byl S’-ma Žuej, původně kníže z Lang-ja, od roku 317 král z Ťin, od roku 318 císař. Jeho potomci vládli jižní Číně do roku 420, kdy posledního ťinského císaře sesadil generál Liou Jü, zakladatel nové dynastie Liou Sung.

## Seznam císařů
Podle čínské tradice císař po smrti obdržel čestné posmrtné jméno.  Dalším jménem udělovaným posmrtně bylo chrámové jméno, určené k použití při obřadech v chrámu předků dynastie. Obě jména vyjadřovala charakter vlády a císaře, například zakladatelé dynastií dostávali chrámové jméno Tchaj-cu (太祖, Velký předek, Velký praotec).
Éra vlády je název kratšího či delšího období vlády, shrnující základní směr státní politiky.
| Jméno                                     | Jméno              | Jméno                   | Portrét                                      | Narození Úmrtí     | Vláda              | Éra vlády |
| posmrtné                                  | chrámové           | příjmení a osobní jméno | Portrét                                      | Narození Úmrtí     | Vláda              | Éra vlády |
| císaři Západní Ťin                        | císaři Západní Ťin | císaři Západní Ťin      | císaři Západní Ťin                           | císaři Západní Ťin | císaři Západní Ťin | císaři Západní Ťin |
| ----------------------------------------- | ------------------ | ----------------------- | -------------------------------------------- | ------------------ | ------------------ | --- |
| Wu-ti 武帝                                | Š’-cu 世祖         | S’-ma Jen 司馬炎        | Portrét císaře Wu-ti                         | 236–290            | 265–290            | Tchaj-š’ (泰始, 265–274) Sien-ning (咸寧, 275–279) Tchaj-kchang (太康, 280–289) Tchaj-si (太熙, 290) |
| Chuej-ti 惠帝                             | –                  | S’-ma Čung 馬衷         |                                              | 259–307            | 290–301 –307       | Jung-si (永熙, 290) Jung-pching (永平, 291) Jüan-kchang (元康, 291–299) Jung-kchang (永康, 300) Jung-ning (永寧, 301) Tchaj-an (太安, 302-303) Jung-an (永安, 304) Ťien-wu (建武, 304) Jung-an (永安, 304) Jung-sing (永興, 304–305) Kuang-si (光熙, 306) |
| –                                         | –                  | S’-ma Lun 司馬倫        |                                              | ?–301              | 301                | Ťien-š’ (建始, 301) |
| Chuaj-ti 懷帝                             | –                  | S’-ma Čchi 司馬熾       |                                              | 284–313            | 307–311/313        | Jung-ťia (永嘉, 307–312) |
| Min-ti 愍帝                               | –                  | S’-ma Jie 司馬鄴        |                                              | 300–318            | 313–316            | Ťien-sing (建興, 313–316) |
| císaři Východní Ťin                       |                    |                         |                                              |                    |                    | |
| Jüan-ti 元帝                              | Čung-cung 中宗     | S’-ma Žuej 司馬睿       |                                              | 276–323            | 318–323            | Ťien-wu (建武, 317) Ta-sing/Tchaj-sing (大興/太興, 318–321) Jung-čchang (永昌, 322) |
| Jüan-ti 元帝                              | Čung-cung 中宗     | S’-ma Žuej 司馬睿       | V letech 317–318 král z Ťin (晉王, Ťin wang) |                    |                    | |
| Ming-ti 明帝                              | Su-cung 肅宗       | S’-ma Šao 司馬紹        |                                              | 299–325            | 323–325            | Tchaj-ning (太寧, 323–325) |
| Čcheng-ti 成帝                            | Sien-cung 顯宗     | S’-ma Jen 司馬衍        |                                              | 321–342            | 325–342            | Sien-che (咸和, 326–334) Sien-kchang (咸康, 335–342) |
| Kchang-ti 康帝                            | –                  | S’-ma Jüe 司馬岳        |                                              | 322–344            | 342–344            | Ťien-jüan (建元, 343–344) |
| Mu-ti 穆帝                                | Siao-cung 孝宗     | S’-ma Tan 司馬聃        |                                              | 343–361            | 344–361            | Jung-che (永和, 345–356) Šeng-pching (升平, 357–361) |
| Aj-ti 哀帝                                | –                  | S’-ma Pchi 司馬丕       |                                              | 341–365            | 361–365            | Lung-che (隆和, 362) Sing-ning (興寧, 363–365) |
| –                                         | –                  | S’-ma I 司馬奕          |                                              | 342–386            | 365–371            | Tchaj-che (太和, 366–371) |
| Znám jako „Sesazený císař“ (廢帝, Fej-ti) |                    |                         |                                              | 342–386            | 365–371            | Tchaj-che (太和, 366–371) |
| Ťien-wen-ti 簡文帝                        | Tchaj-cung 太宗    | S’-ma Jü 司馬昱         |                                              | 320–372            | 371–372            | Sien-an (咸安, 371–372) |
| Siao-wu-ti 孝武帝                         | Lie-cung 烈宗      | S’-ma Jao 司馬耀        |                                              | 362–396            | 372–396            | Ning-kchang (寧康, 373–375) Tchaj-jüan (泰元, 376–396) |
| An-ti 安帝                                | –                  | S’-ma Te-cung 司馬德宗  |                                              | 382–419            | 396–419            | Lung-an (隆安, 397–401) Jüan-sing (元興, 402) Ta-cheng (大亨, 402–403) Jüan-sing (元興, 403–404) I-si (義熙, 405–418) |
| Kung-ti 恭帝                              | –                  | S’-ma Te-wen 司馬德文   |                                              | 386–421            | 419–420            | Jüan-si (元熙, 419–420) |